# Laurence Archer
Laurence Archer (Londra, 9 novembre 1961) è un chitarrista britannico.

## Storia
Laurence Archer è noto per la sua militanza negli UFO. Inizia la sua carriera con la band NWOBHM Lautrec, ma i primi dischi arrivano con la formazione degli Stampede, con cui infatti incide due dischi: Official bootleg del 1982 e Hurricane Town del 1983. Ha poi collaborato con Phil Lynott, con i Phil Lynott's Grand Slam.
Nel 1986 è la volta del suo primo e unico lavoro solista: L.A..
Nel 1992 riceve l'offerta di entrare negli UFO, sostituendo dunque Atomik Tommy. Con la band inglese il biondo chitarrista registrerà High Stakes & Dangerous Men del 1992, e uno dei live più sconosciuti ma belli degli anni novanta: Lights Out In Tokyo.

## Discografia

### Album
- Official Bootleg / Stampede 1982 LP U.K.
- Hurricane Town / Stampede 1983 LP U.K.
- L.A. / Laurence Archer 1986 CD Japan
- High Stakes & Dangerous Men / UFO 1991 CD Japan
- Lights Out In Tokyo / UFO 1992 CD Japan
- The Studio Sessions / Phil Lynott's Grand Slam 2002 CD E.E.C.
- The Studio Sessions / Phil Lynott's Grand Slam 2002 CD E.E.C.
- Twilight's Last Gleaming / Grand Slam 2003 CD U.K.

### Singoli
- Shoot Out The Lights / Lautrec 1981 7" EP U.K.
- Days Of Wine And Roses / Stampede 1982 7" EP U.K.
- Days Of Wine And Roses / Stampede 1982 12" EP U.K.
- The Other Side / Stampede 1983 7" EP U.K.
- Can't Getaway / Laurence Archer 1986 7" EP Japan
- The Studio Sessions... / Phil Lynott's Grand Slam 2002 CD E.E.C.
- Whisky In The Jar / Phil Lynott's Grand Slam 2003 CD E.E.C.

### Apparizioni
- Steel Crazy / Various Artists 1982 LP France
- Vagabonds Kings Warriors Angels / Thin Lizzy 2001 CD E.U.